# Kocanda (Herálec)
Kocanda (německy Gottseida) je malá vesnice, část obce Herálec v okrese Žďár nad Sázavou. Celá zástavba leží na Moravě, nachází se asi 1 km na jih od Herálce. Prochází zde silnice II/350. V roce 2009 zde bylo evidováno 36 adres. V roce 2001 zde trvale žilo 86 obyvatel..
Kocanda je také název katastrálního území o rozloze 1,12 km2. Téměř celý katastr leží na Moravě, ale parcely č. 219, 224 až do provedení komplexních pozemkových úprav náležely k Českému Herálci, podobně jako části parcel č. 9, 220, 221, 223 a 226, a tak moderní katastr Kocandy zasahuje i do Čech. Před těmito úpravami měl katastr Kocandy vůbec mnohem členitější průběh hranic a zasahoval na některých místech i do moderních katastrů Český Herálec a Herálec, což je dobře vidět na katastrální mapě Kocandy z roku 1835, stejně jako na novějších mapách evidence nemovitostí 1:2880.

## Historie
První písemná zmínka o osadě pochází z roku 1759. Od roku 1850 náležela Kocanda k obci Cikháj, ale pak byla k 6. březnu 1949 (dle Úředního listu až 1. července 1950) připojena k Herálci.

## Pamětihodnosti
- Dům čp. 324